# 鳥谷部真弓
鳥谷部　真弓（とりやべ　まゆみ、1983年9月7日 - ）は青森県出身の日本の柔道家。78kg級の選手。身長160cm。得意技は背負投。

## 経歴
柔道は6歳の時に平内分団で始めた。小湊中学から青森山田高校へ進むと、1年の時には全国高校選手権の78kg級で3位、2年の時には優勝を飾った。3年の時には全日本ジュニアで3位だったが、全国女子体重別の決勝で淑徳高校3年の中沢さえを破って優勝を飾った。福岡国際では3位だったが、オーストリア国際では優勝した。2002年に帝京大学へ入学すると、1年の時には選抜体重別決勝で世界チャンピオンである警視庁の阿武教子に敗れるも2位となった。世界ジュニアでは得意の背負投でオール一本勝ちの優勝を飾った。優勝大会でもチームの優勝に貢献して優勝を果たした。4年の時には優勝大会で3年ぶりの優勝に貢献すると、学生体重別でも優勝を飾った。講道館杯では決勝まで進むも、兵庫県警の堀江久美子に敗れて2位にとどまった。福岡国際では2度目の3位となった。2006年にはセコムの所属となると、講道館杯で3位となった。2008年には実業個人選手権で優勝を果たした。2009年には環太平洋柔道選手権大会で優勝した。2010年に実業個人選手権で3位になった際には、帝京大学柔道クラブ名義で出場した。その後、帝京豊郷台柔道館の指導員となった。

## 主な戦績
- 2000年 -　全国高校選手権　3位
- 2001年 -　全国高校選手権　優勝
- 2001年 -　全日本ジュニア　3位
- 2001年 -　全国女子体重別　優勝
- 2001年 -　福岡国際　3位
- 2002年 -　オーストリア国際　優勝
- 2002年 -　選抜体重別　2位
- 2002年 -　フランスジュニア国際　優勝
- 2002年 -　世界ジュニア　優勝
- 2002年 -　優勝大会　優勝
- 2003年 -　講道館杯　3位
- 2004年 -　優勝大会 3位
- 2004年 -　学生体重別　3位
- 2004年 -　講道館杯　3位
- 2005年 -　ロシア国際　3位
- 2005年 -　優勝大会 優勝
- 2005年 -　学生体重別　優勝
- 2005年 -　講道館杯　2位
- 2005年 -　韓国国際　3位
- 2005年 -　福岡国際　3位
- 2006年 -　ポーランド国際　2位
- 2006年 -　講道館杯　3位
- 2007年 -　環太平洋柔道選手権大会　2位
- 2007年 -　実業個人選手権　3位
- 2008年 -　実業個人選手権　優勝
- 2009年 -　環太平洋柔道選手権大会　優勝
- 2009年 -　実業個人選手権　3位
- 2010年 -　実業個人選手権　3位

(出典、JudoInside.com)